# Эллисон, Мервин Арчдел
Мервин Арчдел Эллисон (англ. Mervyn Archdall Ellison; 1909—1963) — ирландский астроном, специалист по физике Солнца.

## Биография
Родился в Фетард-он-Си, Ирландия. Был третьим сыном Уильяма Фредерика Арчдела Эллисона. В 1931 году окончил Тринити-колледж в Дублине, работал в 1947—1958 в Королевской обсерватории в Эдинбурге, с 1958 года — директор Дансинкской обсерватории. Член Эдинбургского королевского общества с 1948 года.
Основные научные работы — по физике Солнца и связи солнечных и геофизических явлений. В 1940-х годах проводил регулярные наблюдения Солнца в собственной обсерватории с помощью спектрогелиоскопа, затем продолжал исследования в Королевской и Дансинкской обсерваториях. Руководил изданием ежедневных карт солнечной активности во время Международного геофизического года.